# Czerkiesi

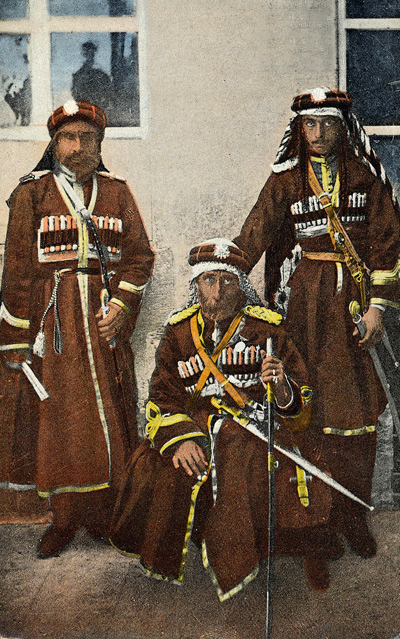
Czerkiesi w XIX wieku ubrani w tradycyjne „czerkieski”

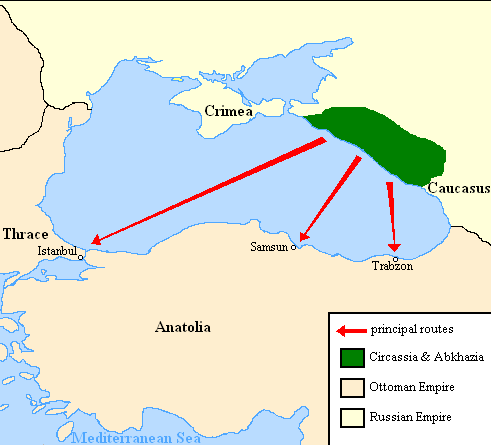
Mapa kraju Czerkiesów i kierunki deportacji do Turcji

Czerkiesi (kab.-cz. адыгэ, ros. черке́сы) – grupa etniczna z północno-zachodniego Kaukazu (Czerkiesja), obecnie zamieszkująca głównie północno-wschodnią Turcję oraz Republikę Karaczajo-Czerkieską w Federacji Rosyjskiej, gdzie stanowią ok. 10% ludności, a także kilka wiosek w Republice Adygei.

## Historia
W V–VI wieku n.e. Czerkiesja przyjęła chrześcijaństwo pod wpływem Cesarstwa Bizantyńskiego. Od VIII wieku na Kaukazie narastały wpływy islamu, jednak Czerkiesja (i Gruzja) długo opierały się islamizacji. W XVI wieku Czerkiesi weszli w sojusz z Gruzją i starali się o sojusz z Carstwem Rosyjskim w obliczu napierającego Imperium Osmańskiego i Chanatu Krymskiego. Od 1763 roku walczyli z Imperium Rosyjskim (wojny rosyjsko-czerkieskie).
Do połowy XIX wieku Czerkiesi zamieszkiwali północno-zachodnią część Kaukazu, wzdłuż północno-wschodniego wybrzeża Morza Czarnego, na południe od rzeki Kubań.
W połowie XIX wieku padli ofiarą czystek etnicznych ze strony Imperium Rosyjskiego, po serii powstań zostali usunięci ze swoich terenów. W roku 1864 ci, którzy przeżyli, zostali deportowani. Około 500 tysięcy Czerkiesów w trudnych warunkach atmosferycznych i sanitarnych zostało przetransportowanych do Turcji, a około 120–150 tysięcy zostało deportowanych na inne tereny Rosji. Są rozbieżności w ocenie, ilu Czerkiesów nie przeżyło samej podróży i pobytów w obozach uchodźców. Jeszcze wcześniej, w 1859 roku, około 200 tysięcy Czerkiesów mniej lub bardziej dobrowolnie przeniosło się w głąb Rosji. Według spisu ludności z 1897 Rosję zamieszkiwało tylko 217 tysięcy Czerkiesów. Wydarzenia te niekiedy nazywane są ludobójstwem Czerkiesów.

## Kultura
Tradycyjna waleczność czerkieskich mężczyzn powodowała, iż większość członków imperialnej gwardii sułtańskiej wywodziła się z Czerkiesów. Czerkiesi brali też udział w wojnach na Bałkanach, głównie przeciwko Serbom. Tradycyjne piękno Czerkiesek (wielkie zielone lub szaro-niebieskie oczy oraz jasne, rude, a także ciemne włosy i mlecznobiała cera) czyniło z nich najbardziej pożądaną nację w haremach Imperium Osmańskiego.
Diaspora czerkieska istnieje m.in. w Syrii, Izraelu i Libanie, w Jordanii (ok. 0,5% ludności), a także w Stanach Zjednoczonych Ameryki.
Nazwa własna Czerkiesów i Kabardyjczyków to Adygowie (kab. адыгэ, adyge). Od nazwy narodu wywodzi się popularny na całym Kaukazie i w Rosji strój męski – czerkieska, czyli rodzaj sukmany wełnianej z charakterystycznymi gazyrami na piersi (ozdobnymi kieszeniami, służącymi dawniej do noszenia prochu i nabojów, a obecnie pełniącymi funkcję dekoracyjną).